# جيفري دونوهيو
جيفري دونوهيو هو سياسي أمريكي، ولد في 26 يونيو 1954. نشط حزبياً في الحزب الديمقراطي. وقد انتخب عضو مجلس نواب كنتاكي ‏.

## وصلات خارجية
- الموقع الرسمي